# Chỉ định truy cập
Chỉ định truy cập (tiếng Anh: access modifier hay access specifiers) là từ khóa trong lập trình hướng đối tượng để thiết lập khả năng truy cập của lớp, phương thức, và các thành viên khác. Chỉ định truy cập là một phần cụ thể của cú pháp ngôn ngữ lập trình được dùng để tạo điều kiện để đóng gói các thành phần.

## Tên từ khóa
C++ có 3 chỉ định là public, protected, và private. C# có các chỉ định public, protected ,internal, private, và protected internal. Java có public, package, protected, và private.

## Ví dụ trong C++
```
#include
 
<iostream>

using
 
std
::
cout
;

using
 
std
::
endl
;

struct
 
B
 
{
 
// default access modifier inside struct is public

    
void
 
set_n
(
int
 
v
)
 
{
 
n
 
=
 
v
;
 
}

    
void
 
f
()
          
{
 
cout
 
<<
 
"B::f"
 
<<
 
endl
;
 
}

  
protected
:

    
int
 
m
,
 
n
;
 
// B::m, B::n are protected

  
private
:

    
int
 
x
;

};

 

struct
 
D
:
 
B
 
{

    
using
 
B
::
m
;
               
// D::m is public

    
int
 
get_n
()
 
{
 
return
 
n
;
 
}
 
// B::n is accessible here, but not outside

//  int get_x() { return x; } // ERROR, B::x is inaccessible here

 
private
:

    
using
 
B
::
f
;
               
// D::f is private

};

 

int
 
main
()
 
{

    
D
 
d
;

//  d.x = 2; // ERROR, private

//  d.n = 2; // ERROR, protected

    
d
.
m
 
=
 
2
;
 
// protected B::m is accessible as D::m

    
d
.
set_n
(
2
);
 
// calls B::set_n(int)

    
cout
 
<<
 
d
.
get_n
()
 
<<
 
endl
;
 
// output: 2

//  d.f();   // ERROR, B::f is inaccessible as D::f

    
B
&
 
b
 
=
 
d
;
 
// b references d and "views" it as being type B

//  b.x = 3; // ERROR, private

//  b.n = 3; // ERROR, protected

//  b.m = 3; // ERROR, B::m is protected

    
b
.
set_n
(
3
);
 
// calls B::set_n(int)

//  cout << b.get_n(); // ERROR, 'struct B' has no member named 'get_n'

    
b
.
f
();
   
// calls B::f()

    
return
 
0
;

}

```